# Amílcar Cabral International Airport
Amílcar Cabral International Airport (IATA: SID, ICAO: GVAC), også kendt som Sal International Airport eller Amílcar Cabral Airport, er den største internationale lufthavn i Kap Verde. Den er beliggende på øen Sal, to kilometer vest for byen Espargos. Siden 1975 har lufthavnen været opkaldt efter den revolutionære leder Amílcar Cabral.
I 2011 betjente den 576.323 passagerer.

## Historie
Den første lufthavn på Sal blev etableret i 1939 af Italien, som et forsyningspunkt på ruter imellem Rom og Sydamerika. Den første landing skete den 15. december 1939, da der ankom et fly fra Sevilla og Rom. I 1947 blev lufthavnen købt af den portugisiske koloniregering.
TACV Cabo Verde Airlines var i 2013 den største operatør fra lufthavnen, som i perioder havde meget chartertrafik med turister fra Europa.